# Ischyrocerus minutus
Ischyrocerus minutus is een vlokreeftensoort uit de familie van de Ischyroceridae. De wetenschappelijke naam van de soort is voor het eerst geldig gepubliceerd in 1851 door Liljeborg.